# Soechoj Soe-37
De Soechoj Soe-37 (Russisch: Су-37) (NAVO-codenaam: Flanker-F) is een Russische multi-role straaljager, ontworpen door Soechoj.
De Soe-37 is een prototype eenzits jager en grondaanvalstoestel, afgeleid van de Soe-27 Flanker. De Soe-27 is een succesvolle Sovjetstraaljager van de vierde generatie, welke is geëxporteerd naar dertien landen. Het Soe-37 testvliegtuig maakte zijn eerste vlucht in april 1996 vanaf het Gromov Instituut voor luchtvaartonderzoek tussen Ramenskoje en Zjoekovski.
De Soe-37 was op een aantal punten verbeterd ten opzichte van de Soe-27. Zo is er een verbeterde radar met onder meer terreinvolging en ook een achteruitradar. Het frame heeft een aantal onderdelen gemaakt van composietmaterialen, in tegenstelling tot de volledig metalen Soe-27. Daarnaast heeft de Soe-37 de AL-37FU-motoren met beweegbare straalpijpen. Op de Soe-37 kunnen ze onafhankelijk van elkaar 15° omhoog en omlaag bewegen.
Rusland heeft geen Soe-37's besteld, maar vindt waarschijnlijk wel buitenlandse kopers, welke inmiddels het grootste deel van Soechojs klandizie vormen. Het toestel is alleen niet in productie.
De recentste geruchten omtrent de ontwikkeling van de Soe-37 is dat het project werd afgeblazen door gebrek aan geld. De twee Soe-37-prototypen werden omgebouwd tot Soe-35 Flanker-E, een ander Soechojprototype.